# Anthicus
Anthicus is een geslacht van kevers uit de  familie van de snoerhalskevers (Anthicidae).

## Soorten
- Anthicus abashirensis Nakane, 1988
- Anthicus abyssinicus Pic & Hawkins, 1957
- Anthicus ancilla Casey, 1895
- Anthicus angulapex Koch, 1935
- Anthicus angustatus Curtis, 1838
- Anthicus anteapicalis Pic, 1938
- Anthicus antherinus (Linnaeus, 1760) (Bloemensnoerhalskever)
- Anthicus antilleorum Werner, 1983
- Anthicus antiochensis Werner, 1975
- Anthicus armaticornis Medvedev, 1974
- Anthicus armatipes van Hille, 1982
- Anthicus armatus Truqui, 1855
- Anthicus assamensia Pic, 1907
- Anthicus ater Thunberg, 1787
- Anthicus atlasicus Pic, 1952
- Anthicus atricornis Pic, 1914
- Anthicus axillaris W. L. E. Schmidt, 1842
- Anthicus balachanus Pic, 1906
- Anthicus barbatus Werner, 1964
- Anthicus basilewskyi Pic, 1955
- Anthicus basithorax Pic, 1941
- Anthicus bellulus LeConte, 1851
- Anthicus biargenteofasciatus Pic, 1929
- Anthicus bigoti Bonadona, 1988
- Anthicus biguttatus LaFerté-Senéctère, 1849
- Anthicus biguttulus LeConte, 1851
- Anthicus bimaculatus Illiger, 1801
- Anthicus binhanus Pic, 1927
- Anthicus binhensis Pic, 1922
- Anthicus blackwelderi Werner, 1983
- Anthicus bonhourei Pic, 1921
- Anthicus botswanaensis Uhmann, 2003
- Anthicus bruckii von Kies, 1870
- Anthicus brunneipennis Pic, 1896
- Anthicus brunneus LaFerté-Senéctère, 1842
- Anthicus brydli Pic, 1924
- Anthicus caroli Bonadona, 1978
- Anthicus catalanus Bonadona, 1953
- Anthicus cervinus LaFerté-Senéctère, 1848
- Anthicus chakouri Pic, 1909
- Anthicus chappuisi Pic, 1939
- Anthicus coiffaiti Bonadona, 1952
- Anthicus comanche Werner, 1964
- Anthicus constellatus Krekich-Strassoldo, 1928
- Anthicus coracinus LeConte, 1851
- Anthicus cribratus LeConte, 1852
- Anthicus cribripennis Desbrochers des Loges, 1875
- Anthicus crinitus LaFerté-Senéctère, 1849
- Anthicus cubanus Pic, 1944
- Anthicus custodiae Werner, 1964
- Anthicus cylindricus Pic, 1899
- Anthicus czernohorskyi Pic, 1912
- Anthicus darlingtoni Werner, 1983
- Anthicus difformis De Marseul, 1879
- Anthicus dilaticollis Champion, 1890
- Anthicus diversitibia Pic, 1934
- Anthicus diversus De Marseul, 1879
- Anthicus donedai Bonadona, 1978
- Anthicus dzhungaricus Medvedev & Micheetchev, 1979
- Anthicus ellenbergeri Pic, 1920
- Anthicus ephippium LaFerté-Senéctère, 1848
- Anthicus escorialensis Pic, 1893
- Anthicus exiguus Champion, 1890
- Anthicus falli Werner, 1964
- Anthicus fenestratus W. L. E. Schmidt, 1842
- Anthicus flavicans LeConte, 1852
- Anthicus flavipes Panzer, 1797
- Anthicus flavitarsis Broun, 1914
- Anthicus floralis (Linnaeus, 1758)
- Anthicus formicarius (Goeze, 1777)
- Anthicus fouqueti Pic, 1934
- Anthicus fumosus Lucas, 1843
- Anthicus fuscicornis LaFerté-Senéctère, 1849
- Anthicus galliosi Pic, 1910
- Anthicus genei LaFerté-Senéctère, 1849
- Anthicus gordeevae Medvedev, 1974
- Anthicus gratiosus Pic, 1896
- Anthicus grucilis Pic, 1940
- Anthicus gushi Werner & Chandler, 1995
- Anthicus guttifer Wollaston, 1864
- Anthicus haldemani LeConte, 1852
- Anthicus hamicornis De Marseul, 1880
- Anthicus hastatus Casey, 1895
- Anthicus helenae Koch, 1933
- Anthicus heroicus Casey, 1895
- Anthicus hingstoni Blair, 1927
- Anthicus hispaniolae Werner, 1983
- Anthicus hoggarensis Pic, 1929
- Anthicus horridus LeConte, 1851
- Anthicus humeralis Gebler, 1841
- Anthicus hummeli Pic, 1935
- Anthicus ictericus LaFerté-Senéctère, 1848
- Anthicus impressicollis Chobaut, 1924
- Anthicus impressipennis LaFerté-Senéctère, 1848
- Anthicus inaequalis De Marseul, 1879
- Anthicus inderiensis De Marseul, 1879
- Anthicus informipes Krekich-Strassoldo, 1919
- Anthicus invreai Koch, 1933
- Anthicus kaszabi Medvedev, 1975
- Anthicus korbi Pic, 1902
- Anthicus laetus Medvedev, 1974
- Anthicus laeviceps Baudi, 1877
- Anthicus lapidosus Wollaston, 1864
- Anthicus latefasciatus Desbrochers des Loges, 1875
- Anthicus latens Bonadona, 1977
- Anthicus lecontei Champion, 1890
- Anthicus leleupi Pic, 1952
- Anthicus lessepsi Marseul, 1868
- Anthicus leveillei Pic, 1893
- Anthicus lomii Pic, 1954
- Anthicus lubbockii Wollaston, 1857
- Anthicus luciphilus Uhmann, 2003
- Anthicus lugubris LaFerté-Senéctère, 1848
- Anthicus luristanicus Pic, 1911
- Anthicus luteicornis W. L. E. Schmidt, 1842
- Anthicus luteitarsis Pic, 1912
- Anthicus lutulentus Casey, 1895
- Anthicus macrocephalus Champion, 1890
- Anthicus malaccanus Pic, 1914
- Anthicus margaritae Werner, 1983
- Anthicus maritimus LeConte, 1851
- Anthicus mediodilatatus Pic, 1936
- Anthicus melancholicus LaFerté-Senéctère, 1848
- Anthicus militaris Casey, 1895
- Anthicus monstrator Telnov, 2005
- Anthicus mrazi Pic, 1928
- Anthicus muehlei Uhmann, 1988
- Anthicus musculus Werner, 1975
- Anthicus myrmecophilus Pic, 1927
- Anthicus nanus LeConte, 1851
- Anthicus neli Arillo & Ortuno, 1997
- Anthicus niger Olivier, 1811
- Anthicus nigrita Mannerheim, 1853
- Anthicus nigrobifasciatus Pic, 1928
- Anthicus normandi Pic, 1915
- Anthicus obockianus Pic, 1914
- Anthicus obscurellus LeConte, 1851
- Anthicus ophthalmicus von Rottenberg, 1870
- Anthicus otagensis Werner & Chandler, 1995
- Anthicus pallidioritaris Pic, 1936
- Anthicus pallidus Say, 1826
- Anthicus panayensis Telnov, 2005
- Anthicus parvus Pic, 1911
- Anthicus pauliani Pic, 1946
- Anthicus peri Uhmann, 2003
- Anthicus plectilis Pic, 1910
- Anthicus plectrinus Casey, 1904
- Anthicus plicatipennis Pic, 1954
- Anthicus pliginskyi Telnov, 2004
- Anthicus politus Say, 1826
- Anthicus praeceps Casey, 1895
- Anthicus proximus De Marseul, 1879
- Anthicus punctulatus LeConte, 1851
- Anthicus quadraticollis Yawata, 1942
- Anthicus quadridecoratus Abeille de Perrin, 1885
- Anthicus quadrilunatus LaFerté-Senéctère, 1848
- Anthicus quadrioculatus LaFerté-Senéctère, 1849
- Anthicus quisquilius Thomson, 1864
- Anthicus recens Werner, 1966
- Anthicus rectus Bonadona, 1970
- Anthicus reductus Wollaston, 1867
- Anthicus rufivestis De Marseul, 1879
- Anthicus rufulus LeConte, 1851
- Anthicus rugosiceps Pic, 1928
- Anthicus sabulosus De Marseul, 1879
- Anthicus sacramento Chandler, 1978
- Anthicus salinus Crotch, 1867
- Anthicus scabriceps LeConte, 1850
- Anthicus schmidtii Rosenhauer, 1847
- Anthicus scurrula Truqui, 1855
- Anthicus sellatus Panzer, 1796
- Anthicus semiamplus Pic, 1931
- Anthicus semicroceus Bonadona, 1984
- Anthicus semicupreus Pic, 1893
- Anthicus semimetallicus Pic, 1942
- Anthicus semirubidus Bonadona, 1988
- Anthicus sepultulus Cockerell, 1926
- Anthicus siccensis Normand, 1950
- Anthicus similicollis Pic, 1913
- Anthicus sivaschensis Blinstein, 1988
- Anthicus soledad Werner, 1983
- Anthicus sonoranus Werner, 1964
- Anthicus spadiceus Bonadona, 1958
- Anthicus squamosus LaFerté-Senéctère, 1848
- Anthicus strigosus Lea, 1922
- Anthicus subanguliceps Pic, 1934
- Anthicus subarcuatus Pic, 1955
- Anthicus subincisipes Pic, 1924
- Anthicus subinstabilis Pic, 1938
- Anthicus subtilis Gistel, 1831
- Anthicus sydowi Pic, 1936
- Anthicus testaceonitidus Pic, 1939
- Anthicus texanus LaFerté-Senéctère, 1848
- Anthicus theryi Pic, 1892
- Anthicus thienemanni Heberdey, 1931
- Anthicus thomasi Pic, 1896
- Anthicus thyreocephalus Solsky, 1867
- Anthicus tobias Marseul, 1879
- Anthicus tongalensis van Hille, 1971
- Anthicus topali Uhmann, 1983
- Anthicus tristis Pic, 1939
- Anthicus uhligi Uhmann, 1995
- Anthicus umbrinus LaFerté-Senéctère, 1849
- Anthicus uviranus Spassky, 1955
- Anthicus vadoni Pic, 1935
- Anthicus vagesignatus Pic, 1940
- Anthicus vassei Pic, 1917
- Anthicus versicolor Kiesenwetter, 1865
- Anthicus vicarius Telnov, 2005
- Anthicus villiersi Pic, 1953
- Anthicus virginiae (Casey, 1895)
- Anthicus volxemi de Marseul, 1878
- Anthicus watarasensis Sakai & Ohbayashi, 1994
- Anthicus wiesneri Uhmann, 1993
- Anthicus zavattarii Pic, 1952